# まるいミカ
まるい ミカ（まるい ミカ、3月11日 - ）は、日本の漫画家。大阪府出身。女性。愛称は｢ミカぢる｣、｢アシぢる嬢｣など。血液型はO型。

## 来歴・人物
鳥山明と江口寿史に憧れて漫画家を目指す。1993年、『ヤングマガジン』（講談社）で入賞する。その後鳴かず飛ばずのまま、担当編集者が異動したため、某ビジネス漫画雑誌に投稿するも掲載に至らず、北道正幸、浦川佳弥・浦川まさる姉妹のアシスタントやイラストレーターをしていた。
青木雄二の『ナニワ金融道』のファンだったこともあり、1998年、『モーニング』で青木が審査員をやるため再び古巣の講談社に戻り、尊敬する鳥山の名をもじった『包丁職人、鳥山闘鶏次郎』で準入選で再び賞を取った。
同年7月に『外科医花隈吾郎24時』で、念願のデビューを果たし、数回ほど掲載するが、途中で体調を崩し未完に終わる。
以降は『イブニング』に移り、再び北道のアシスタントを続けながら、『ムシノイドコロ』、『ケツノイシ』などを連載。
2011年に『ワンダーふらちやま』を3年ぶりに掲載した。彼女の漫画は医療をテーマとした関西風味のギャグ漫画が特徴である。
プロ野球（阪神タイガース・広島東洋カープ）のファンで、同時に鉄道ファンでもある。同時に師の北道とともにTシャツのデザイナーを兼ねている。
ブログなどもやっていたが、身体があまり丈夫でないことや、本来怠け者で面倒くさがりのため、いずれも更新が止まったままである。
近年はツイッター中心で、情報を発信している。
2014年に、『イブニング』から『別冊漫画ゴラク』（日本文芸社）へ移籍し、3月24日発売号『別冊漫画ゴラク』にて、読み切り漫画であるコメディータッチの医療漫画の『おしりの時間』を掲載。
2017年webサイト『ゴラクエッグ』に医療漫画『サイハテ村けやきクリニック』を連載開始し、2019年に終了。2018年7月に発売された同作の単行本が初の単行本の刊行となる。
2019年に白泉社のwebサイトである『マンガPark（マンガラボ）』で『西瓜』と『てつどうムスメさん』を掲載。
同年11月に講談社クリエイティブのwebサイトである『コミクリ!』で『てつじょのじかん』の連載を開始。
2020年9月に『文鳥のスイカ』を『マンガラボ』に掲載。

## 作品リスト
- 包丁職人、鳥山闘鶏次郎（『モーニング』）
- 外科医花隈吾郎24時（『モーニング』→『イブニング』）※未完である。
- ムシノイドコロ（『イブニング』）
- ケツノイシ（『イブニング』） - 前後編[4]
- ワンダーふらちやま（『イブニング』2010年10号[4] - ） - 短期集中連載[4]
- おしりの時間（『別冊漫画ゴラク』、『超漫画ゴラク』[5]）
- サイハテ村けやきクリニック（『ゴラクエッグ』2017年9月20日[2] - ）
- 西瓜（『マンガPark』（マンガラボ）、白泉社）
- てつどうムスメさん（『マンガラボ』）
- てつじょのじかん（『コミクリ!』[1]）
- 文鳥のスイカ（『マンガラボ』）
- キャルルCITYの文鳥医師団〜神の嘴〜（『コミックZ』2021年10月1日[6] - ） - 単行本のタイトルは『キャルルCITYの文鳥医師団』[7]

## 師匠
- 北道正幸
- 浦川まさる
- 浦川佳弥